# Ponte di Zhaozhou
Il ponte di Zhaozhou (趙州橋T, 赵州桥S, Zhàozhōu QiáoP) o ponte di Anji (安濟橋T, 安济桥S, Ānjì QiáoP, lett. "Attraversamento sicuro lungo il ponte") è il più antico ponte di pietra ad arco ogivale del mondo. S'attribuisce la sua progettazione ad un artigiano chiamato Li Chun e fu costruito negli anni 595-605 durante la dinastia Sui (581-618). Sito nel sud della provincia dello Hebei, è il più antico ponte ancora intatto in Cina.

## Nome e ubicazione
Il nome del ponte "Zhaozhou" deriva dalla sua ubicazione, la contea di Zhao, chiamata precedentemente "Zhaozhou". Un altro nome del ponte è "Grande ponte di pietra" (大石橋T, 大石桥S, Dàshí QiáoP). Esso collega le due sponde del fiume Xiáo (洨河), approssimativamente a 40 km dal capoluogo provinciale di Shijiazhuang. È un ponte pedonale e aperto al pubblico. Nella letteratura in inglese, è anche riportato come "Ponte di Jiǎo Shuǐ", dal nome del fiume che attraversa.

## Storia
A partire dal 581, la dinastia Sui riunificò l'impero cinese dopo secoli di divisione tra potenze fra loro rivali che imposero il loro dominio in varie regioni della Cina, a partire dal declino della dinastia Han nel III secolo; pertanto furono compiute dalla nuova dinastia immense opere pubbliche, fra cui la ricostruzione di due grandi città imperiali (Chang'an e Luoyang), gli scavi dei 2.400 km del Gran Canale e il prolungamento della Grande Muraglia. Economicamente, il trasporto a lunga distanza di beni e uomini era una componente fondamentale per l'interesse e la permanenza della famiglia regnante. Il movimento di merci dalle terre meridionali, sud-occidentali e dalle pianure settentrionali alle pianure centrali intorno a Kaifeng e Luoyang seguiva un percorso che attraversava il fiume Xiao, vicino a Luanzhou (oggi la contea di Zhao), nell'odierna provincia dello Hebei. Attraversando da ovest a est una pianura, relativamente, di basso livello da entrambe le sponde, il fiume Xiao era un'importante arteria commerciale, ma anche un ostacolo per il regolare movimento via terra e per l'integrazione economica delle regioni cinesi.
È in queste circostanze che Li Chun, il quale diresse muratori ed altri artigiani, costruì il ponte di Anji ("passaggio sicuro"). Sebbene la storia cinese attribuisce la costruzione del ponte a Li Chun, nessun materiale contemporaneo ha registrato il procedimento, tuttavia cronache posteriori ne fanno nota brevemente.
Fra i maggiori risultati della realizzazione di quest'opera v'era la costruzione, senza rivali nel mondo in quel periodo, d'un ponte ad arco segmentale interamente costituito di pietra. Questa innovazione, che avvenne a cavallo fra il sesto e il settimo secolo, rifiutava l'accortezza convenzionale della necessità d'un arco semicircolare per trasferire il peso nel punto dove l'arco incontra il pilone. Il doppio paio d'aperture presente all'estremità delle spalle, oltre ad accentuare la sua curvatura affusolata, alleggerisce il ponte e costituisce un varco per il passaggio dell'acqua in caso di piena. Il ponte di Zhaozhou è celebrato come il più antico ponte cinese ancora in piedi e il primo ponte di pietra dotato di spalle con aperture nel mondo.

## Costruzione

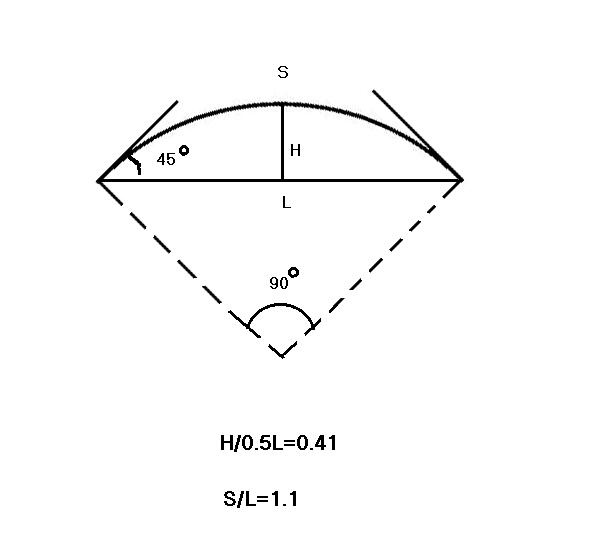
Schema d'un ponte ad arco a quarto di cerchio

Il ponte è lungo 50 m con una campata centrale di 37,37 m. Si trova a 7,3 m d'altezza, con una larghezza di 9 m. L'arco copre un segmento circolare che misura meno della metà d'un semicerchio (84°), con un raggio di 27,27 m. Il rapporto freccia-campata è approssimativamente di 0,197, considerevolmente più piccolo del rapporto freccia-campata di 0,5 d'un ponte ad arco semicircolare e leggermente minore di quello di un arco a quarto di cerchio (0,207). Il rapporto tra la lunghezza dell'arco misurata lungo la sua curvatura e la campata è di 1,1, minore del 43% di quella d'un ponte ad arco semicircolare, ovvero 1,57; di conseguenza s'ha un risparmio di materiale del 40%, che rende il ponte più leggero.
Il ponte ha due piccoli archi laterali in ogni spalla che recano due importanti funzioni: la riduzione del peso totale del ponte del 15,3%, ovvero di circa 700 ton, fondamentale per via del basso rapporto freccia-luce e per le grandi forze che agiscono sulle spalle; e, in caso di piena, la capacità di far defluire l'acqua attraverso loro, riducendo così le forze che agiscono sulla struttura del ponte.
L'innovativa costruzione delle spalle dotate di aperture di Li Chun non solo ottiene un risparmio di materiale per la costruzione della struttura, ma è anche di notevole valore estetico. In un'iscrizione a sinistra del ponte, ad opera di funzionari della dinastia Tang di 70 anni dopo la costruzione, si legge:
Il ponte di pietra sopra il fiume Xiao è opera dell'ingegnere Sui Li Chun. La sua costruzione è sicuramente insolita, e non si sa su quale principio la abbia eseguita, ma ci lascia osservare il suo meraviglioso uso della pietra. La sua convessità è così liscia, e le pietre a forma di cuneo stanno insieme così perfettamente... Come è nobile l'arco volante! Come sono larghe le sue aperture, eppure senza pile! Sono precisi, infatti, i legamenti e gli interstizi tra le pietre, i blocchi di muratura delicatamente incastrati fra loro come le ruote del mulino, o come le pareti dei pozzi; cento forme in una. Nelle fessure è presente, oltre alla malta, sottili parti in ferro che collegano insieme le pietre. I quattro piccoli archi, presenti in coppia su ogni lato, placano le forti inondazioni, proteggendo efficacemente il ponte. Un capolavoro di questa portata non sarebbe mai stato realizzato se quest'uomo non avesse applicato il suo genio alla costruzione di un'opera che sarebbe durata per diversi secoli a venire.

## Storia successiva e reputazione

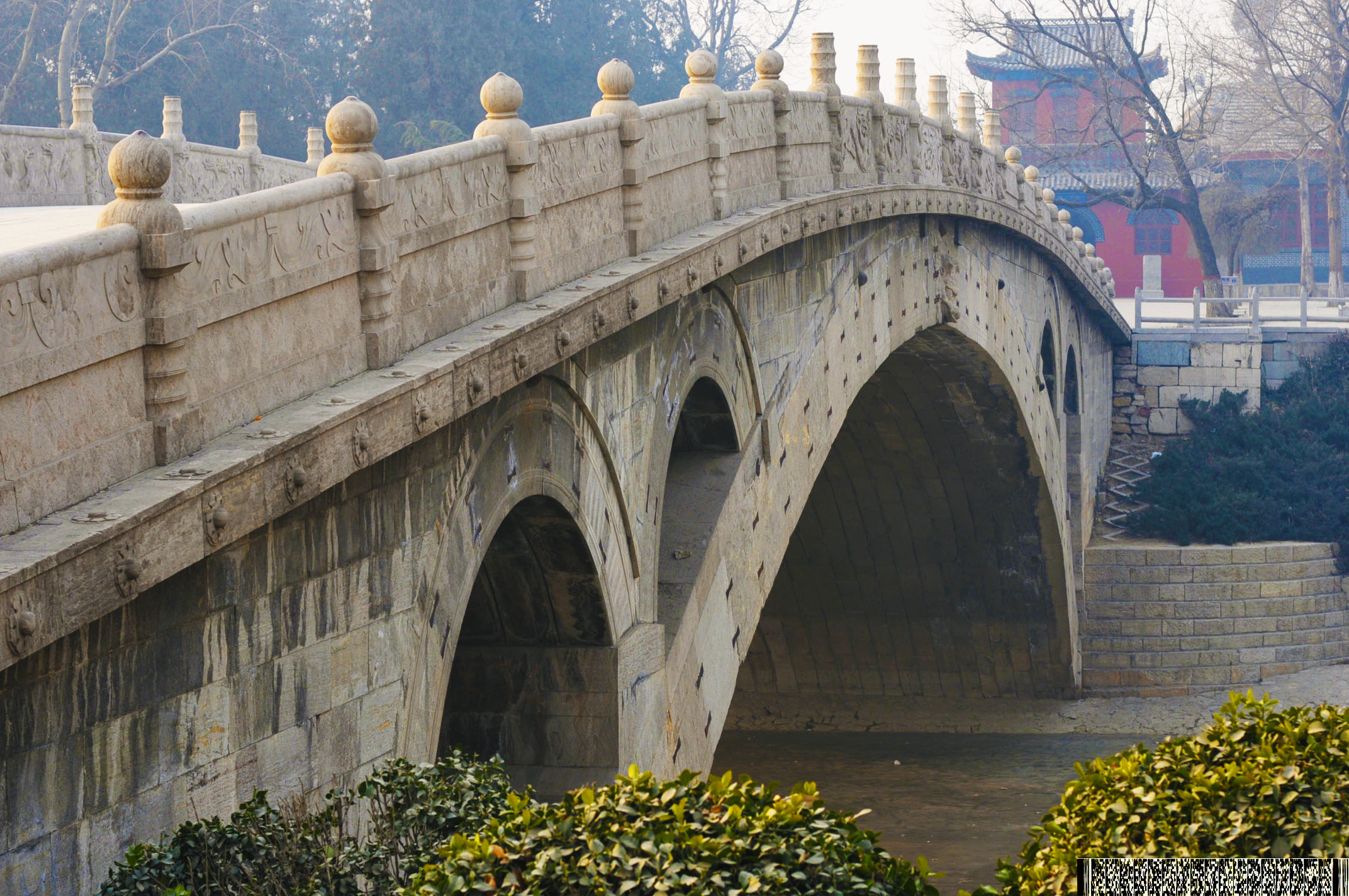
Il ponte di Zhaozhou nel gennaio del 2011

Durante i successivi 1400 anni, il ponte sopravvisse ad almeno otto guerre, a dieci grandi inondazioni e a numerosi terremoti, il più recente dei quali è stato quello di Xingtai del 1966, di magnitudine 7.2. Tuttavia, la struttura portante rimane intatta e il ponte è ancora in uso; solo gli ornamenti dei parapetti furono, ogni cento anni, sostituiti.
Il ponte di Zhaozhou influenzò lo stile delle strutture di ponti successivi, come per esempio il ponte di Yongtong, vicino a Zhaoxian, nello Hebei. Questo ponte di pietra ad arco segmentale è lungo 26 m e venne costruito nel 1130 dall'ingegnere Song Pou Qianer.
L'affascinante struttura del ponte di Anji diede origine a molte leggende. Secondo una di queste, il ponte fu costruito da un maestro architetto chiamato Lu Ban in una sola notte. In un'altra storia il ponte fu messo alla prova da due immortali che lo attraversarono contemporaneamente, e Lu Ban lo salvò guadando nel fiume e sostenendo la sua struttura.
Sebbene autori Ming paragonarono il ponte a "una nuova luna che s'eleva sopra le nubi" e a "un arcobaleno sospeso su una cascata di montagna", in seguito esso cadde nell'oblio. Quando il professore Liang Sicheng dell'Università Tsinghua, in occasione d'una ricerca sul campo riguardante l'architettura antica dello Hebei, riscoprì il ponte, eseguì misure dettagliate e pubblicò un resoconto e dei disegni, dopodiché il ponte divenne famoso a livello mondiale.
Il ponte di Zhaozhou venne considerato come un "Monumento storico internazionale d'ingegneria civile" dalla Società statunitense di ingegneri civili nel 1991. Nel 1996, le autorità cinesi lo candidarono Patrimonio dell'umanità, essendo "un luogo molto importante nella storia mondiale della costruzione dei ponti".